# Контра (музичний інструмент)
Контра (угор. háromhúros brácsa, «триструнний альт») — угорський, чеський, польський, румунський, словацький і ромський інструмент, поширений у Трансильванії.

## Конструкція
Контра може бути виготовлена новою, але найчастіше це класичний альт, який зазнав кількох органологічних змін, наприклад, зменшення товщини (так звана "переградація") верхньої, задньої деки та боків для збільшення амплітуди звуку, а також сплощення моста, що дозволяє музиканту одночасно звучати всіма трьома струнами, щоб створювати акорди. Крім того, на відміну від альта, на контрі встановлені лише три струни.  Іноді вони мають лади (як у гітари), які допомагають співзвучно відтворювати акорди.

## Тюнінг
Контра налаштована як альта, але без її низької струни C: G3-D4-A4. Часто струна A замінюється на другу струну G, налаштовану на A3, що є великою секунду вище за g, у формі повторного налаштування (реентрантного строю).

## Техніка
Через сплощений міст стандартний спосіб гри полягає в тому, щоб грати двострунні акорди та трьохструнні акорди, а мелодійні лінії виконує скрипка.

## Ансамблева гра
Контра має визначену роль у музиці танцювальних оркестрів. Її діапазон розташовується між діапазоном фідля або Vioara cu goarnă на високих нотах та контрабаса на низьких. Багато угорських та румунських оркестрів також включають цимбал, цітера, кларнет, акордеон та Ütőgardon або віолончель.